# آلکسینکوو
آلکسینکوو (انگلیسی: Alexeyenkovo) یک شهرک در بخش آلکسیفسکی استان بلگورود کشور روسیه است.